# Spinnetje
Spinnetje is de officieuze titel van het eerste plaat, dat als studioalbum door het leven kan gaan van Gerard Cox. Het verscheen bij het Studenten Grammofoonplaten Industrie. Cox zat toen nog in zijn opleidingstijd. Marinus van Henegouwen, liedjesschrijver maar overdag vrouwenarts adviseerde hem gitaar te leren spelen. De techniek liet het toen nog afweten want op Spinnetje werd Gerard Cox begeleid door Peter Blanker. Opnamen vonden plaats in de Bovema geluidsstudio in Heemstede. Bovema was de Nederlandse tak van His Master's Voice/EMI. 
Volgens de achterkant van de platenhoes betreft het gedichten die op muziek zijn gezet. Zijn belangstelling zou destijds uitgaan naar klassiek toneel.

## Muziek
Alle teksten en muziek van Gerard Cox (afgedrukt Coxs)

| Nr. | Titel          | Duur |
| --- | -------------- | ---- |
| 1.  | Spinnentje     |      |
| 2.  | Schutting      |      |
| 3.  | Ganzenhoedster |      |

| Nr. | Titel        | Duur |
| --- | ------------ | ---- |
| 1.  | Als ik zeg … |      |
| 2.  | Watervlinder |      |
| 3.  | Mignonne     |      |